# Camí de Can Llebrer
El Camí de Can Llebrer és una pista rural del terme municipal de Conca de Dalt, en territori del poble de Serradell, a l'antic terme de Toralla i Serradell, al Pallars Jussà.
Arrenca de la Pista del Bosc just quan aquest ha passat a la riba dreta del barranc de Rastanyó, i s'enfila cap al nord-oest per, al cap de 150 metres, tòrcer cap al sud-oest, passar entre les partides de lo Palaut (nord) i Llinars (sud), travessar la llau del Seix, passar pel costat de migdia de la Borda del Seix i reintegrar-se en la Pista del Bosc al cap de 600 metres de recorregut, just a llevant del Tros de Santa Maria.